# Yoo Seung-ok
Yoo Seung-ok (née le 21 juin 1990) est une mannequin sud-coréenne.
Après avoir remporté le prix spécial au concours Miss Corée 2013, elle est présentatrice au Salon automobile de Séoul de 2013. En novembre 2014, elle est devenue la première femme asiatique  dans le top cinq lors de la compétition mondiale Muscle Mania qui s'est tenue à Las Vegas, États-Unis . En 2017, elle a fait don d'une partie des bénéfices de sa carrière comme top model et de  ses frais d'apparition au cinéma au « Yoo Seung-ok Kindergarten » au Soudan du Sud, Afrique ,.

## Éducation
- 2009 ~ 2013 Université nationale de Kongju

## Carrière
Elle est aussi la première Octagon girl (femme d'octogone) coréene pour la UFC en 2015 .

### Films
- 2017《 Ville fabriquée 》. . . Dissimulation (personnage du jeu)
- 2017《 Miss Boucherie 》 . . . animatrice Healthtime
- 2018《 Champion 》. . . Rôle des célébrités (apparition spéciale)

### Drames
- 2014 SBS Plus 《 Dodohara 》 [4]
- 2015 MBC 《 Nuit blanche d'Apgujeong 》. . . Euréka
- 2015 MBC 《 Fleur de la Reine 》. . . Instructrice de yoga
- Drame Web SBS Plus 2015《 Girl Love Story 》
- 2015 O'live 《 La Chambre de Yumi 》 (apparition spéciale)
- QTV 2015《 Héros 》

### Télévision
- SBS Concours Amazing 2015
- MBC 2015 Retour du match au paradis
- 2015 KBS Happy Together
- OnStyle Salon Le Corps 2015
- 2015 Chaîne A Docteur Jivago
- 2015 SBS Loi de la jungle
- 2015 Talk to You de Kim Je-dong - Ne vous inquiétez pas !
- 2016 K STAR Live Star News - La salle de presse secrète
- 2017 tvN Jeu de société (Saison 2)
- Homme qui court SBS 2018

### Clip musical
- 2015 Niel - Méchante femme

## Carrière de top model
- Modèle Toyota Venza du Salon automobile de Séoul 2013
- Modèle de cosmétiques Beauty in Séoul 2013
- Clip vidéo iZui 2013
- 2014 Jeong Day-  Figurerobics
- Kolon Run 2014 pour votre rêve Modèle principal
- 2014 - 2e place (catégorie modèle) au Compétition représentative de Muscle Mania Corée
- 2014 -  5ème place au Fitness America Weekend, catégorie "modèle commercial"
- 2015 - couverture de la version coréene de Maximal en avril 2015 [5].

## Prix
- Prix spécial Miss Corée Chungbuk 2013